# Джебель-Шамби
Джебель-Шамби (араб. الحديقة الوطنية بالشعانبي‎) — биосферный резерват и национальный парк в Тунисе.

## Физико-географическая характеристика
Парк является частью лесного массива Тебесса, расположенного между Касерином и границей с Алжиром. В 17 км на восток от парка (точнее, от горы Шамби) расположен город Касерин, в 35 км на юг — Фериана, а в 50 км на юг — Тала.
На его территории расположена гора Шамби — самая высокая точка Туниса, давшая название парку. Высота горы, которая является частью горной системы Атлас, достигает 1544 метров над уровнем моря. Самая низкая точка парка расположена на высоте 700 метров. На территории парка нет постоянных рек.
В базе данных всемирной сети биосферных резерватов указаны следующие координаты заповедника: 35°06′ с. ш. 08°43′ в. д.. Согласно концепции зонирования резерватов общая площадь территории, которая составляет 437,23 км², разделена на три основные зоны: ядро — 67,23 км² (территория национального парка), буферная зона — 70,0 км² и зона сотрудничества — 300,0 км².

## Флора и фауна
На территории парка на склонах гор произрастают дуб каменный Quercus ilex, Stipa fontanesii, Stipa senecia, рябина круглолистная, Cotoneaster nummularia. В сосновых лесах можно встретить сосну алеппскую Pinus halepensis, Juniperus phoenicia, розмарин лекарственный Rosmarinus officinalis и Globularia alypum. Степная часть парка представлена эспарто, а также различными зерновыми. Всего в парке произрастает 262 вида растений.
На территории парка водится редкая кювьерова газель. Кроме того, здесь можно встретить диких кабанов, муфлонов, лис, капских зайцев и полосатых гиен. Среди птиц, обитающих на территории парка, куропатковые, сапсаны, обыкновенные стервятники, ястребиные орлы.

## Взаимодействие с человеком
По данным 1999 года в биосферном резервате проживало около 8000 человек. Основными занятиями является выращивание зерновых, пчеловодство и плантации деревьев. Основной проблемой резервата является вырубка леса на дрова местными жителями на низких высотах.
Не территории резервата создан образовательный экологический музей. Музей расположен у главного входа в парк. Кроме того, на территории резервата сохранились остатки древних приспособлений, в том числе несколько старинных прессов, которые использовались во времена протектората.

### Охрана территории
Резерват был создан в 1977 году. Через три года ядро резервата было названо национальным парком.